# Marie de Nemours
Marie de Nemours, původně známá jako Marie Orleánsko-Longuevillská (5. března 1625, Paříž – 16. června 1707, Paříž), byla v letech 1694 až 1707 vládnoucí kněžnou z Neuchâtelu. Byla dcerou Jindřicha II. d'Orléans, vévody de Longueville a jeho první manželky Luisy Bourbonské. Po smrti svého bratra Jana Ludvíka Karla d'Orléans, vévody z Longueville v roce 1694 se stala suverénní kněžnou z Neuchâtelu, i když zůstala prominentní členkou francouzského královského dvora. Od začátku své vlády až do své smrti byla poslední žijící členkou rodu Valois v kadetské linii.

## Biografie
Byla potomkem Jana Orleánského, nemanželského syna Ludvíka I., vévody z Orléans, a proto byla před svatbou známá jako mademoiselle de Longueville.
Sňatkem s Jindřichem Savojským se stala vévodkyní z Nemours. Pár se vzal 22. května 1657 v Trie. Vévodové z Nemours byli potomky savojských vévodů, kteří se usadili ve Francii v šestnáctém století, kde byli řazeni mezi princes étrangers.
V raném věku byla zapojena do první Frondy, v jejímž čele byli její otec a nevlastní matka Anne Geneviève de Bourbon. V roce 1657 se provdala za Jindřicha II., vévodu z Nemours. Když roku 1659 zemřel a zůstala bezdětná, zbytek života strávila hlavně spory o dědictví se svou nevlastní matkou. Mezi její savojské neteře patřily Marie Johana, vévodkyně savojská, a Marie Františka, královna portugalská.
Vévodové z Longueville získali Neuchâtelské knížectví sňatkem s Johanou Hachberksko-Sausenberkskou. Po smrti svého bratra Jana Ludvíka Karla Orelánského v roce 1694 se stala kněžnou z Neuchâtelu.

## Odkaz
Zanechala zajímavé paměti, které vydal C. B. Petitot v Collection complete des memoires (1819–1829).
Byla múzou pro Muse historique Jeana Loreta (1650, 1660, 1665), sbírku týdenních gazette burlesque, které podávaly zprávy o pařížské společnosti a dvoře Ludvíka XIV. ve formě dopisů Marii Orleánsko-Longuevillské, které jsou považovány za raný příklad francouzské žurnalistiky.
Její bezdětná smrt v roce 1707, bez blízkých příbuzných, otevřela konflikt o její rozsáhlé dědictví.

## Vývod z předků
|                 |                                                   |  |                  |                                 |  |  |  |  |  |  |  | František Rothelinský |
|                 |                                                   |  |                  |                                 |  |  |  |  |  |  |  |                       |
|                 | Leonor Orleánský                                  |  |                  |                                 |  |  |  |  |  |  |  |                       |
|                 |                                                   |  |                  |                                 |  |  |  |  |  |  |  |                       |
|                 |                                                   |  |                  | Jacqueline Rohanská z Rothelinu |  |  |  |  |  |  |  |                       |
|                 |                                                   |  |                  |                                 |  |  |  |  |  |  |  |                       |
|                 | Jindřich Orleánský z Longueville                  |  |                  |                                 |  |  |  |  |  |  |  |                       |
|                 |                                                   |  |                  |                                 |  |  |  |  |  |  |  |                       |
|                 |                                                   |  |                  | František Bourbonský            |  |  |  |  |  |  |  |                       |
|                 |                                                   |  |                  |                                 |  |  |  |  |  |  |  |                       |
|                 | Marie Bourbonská                                  |  |                  |                                 |  |  |  |  |  |  |  |                       |
|                 |                                                   |  |                  |                                 |  |  |  |  |  |  |  |                       |
|                 |                                                   |  |                  | Adrienne d'Estouteville         |  |  |  |  |  |  |  |                       |
|                 |                                                   |  |                  |                                 |  |  |  |  |  |  |  |                       |
|                 | Jindřich II. Orleánský, vévoda z Longueville      |  |                  |                                 |  |  |  |  |  |  |  |                       |
|                 |                                                   |  |                  |                                 |  |  |  |  |  |  |  |                       |
|                 |                                                   |  |                  | Federico II. Gonzaga            |  |  |  |  |  |  |  |                       |
|                 |                                                   |  |                  |                                 |  |  |  |  |  |  |  |                       |
|                 | Ludvík Gonzaga, vévoda z Nevers                   |  |                  |                                 |  |  |  |  |  |  |  |                       |
|                 |                                                   |  |                  |                                 |  |  |  |  |  |  |  |                       |
|                 |                                                   |  |                  | Markéta Palaiologovna           |  |  |  |  |  |  |  |                       |
|                 |                                                   |  |                  |                                 |  |  |  |  |  |  |  |                       |
|                 | Kateřina Gonzagová z Nevers                       |  |                  |                                 |  |  |  |  |  |  |  |                       |
|                 |                                                   |  |                  |                                 |  |  |  |  |  |  |  |                       |
|                 |                                                   |  |                  | František I. z Nevers           |  |  |  |  |  |  |  |                       |
|                 |                                                   |  |                  |                                 |  |  |  |  |  |  |  |                       |
|                 | Henrietta Klevská                                 |  |                  |                                 |  |  |  |  |  |  |  |                       |
|                 |                                                   |  |                  |                                 |  |  |  |  |  |  |  |                       |
|                 |                                                   |  |                  | Markéta Vendômská               |  |  |  |  |  |  |  |                       |
|                 |                                                   |  |                  |                                 |  |  |  |  |  |  |  |                       |
| Marie z Nemours |                                                   |  |                  |                                 |  |  |  |  |  |  |  |                       |
|                 |                                                   |  |                  |                                 |  |  |  |  |  |  |  |                       |
|                 |                                                   |  | Karel Bourbonský |                                 |  |  |  |  |  |  |  |                       |
|                 |                                                   |  |                  |                                 |  |  |  |  |  |  |  |                       |
|                 | Ludvík I. de Condé                                |  |                  |                                 |  |  |  |  |  |  |  |                       |
|                 |                                                   |  |                  |                                 |  |  |  |  |  |  |  |                       |
|                 |                                                   |  |                  | Františka z Alençonu            |  |  |  |  |  |  |  |                       |
|                 |                                                   |  |                  |                                 |  |  |  |  |  |  |  |                       |
|                 | Karel ze Soissonu                                 |  |                  |                                 |  |  |  |  |  |  |  |                       |
|                 |                                                   |  |                  |                                 |  |  |  |  |  |  |  |                       |
|                 |                                                   |  |                  | František Rothelinský           |  |  |  |  |  |  |  |                       |
|                 |                                                   |  |                  |                                 |  |  |  |  |  |  |  |                       |
|                 | Františka Orleánsko-Longuevillská                 |  |                  |                                 |  |  |  |  |  |  |  |                       |
|                 |                                                   |  |                  |                                 |  |  |  |  |  |  |  |                       |
|                 |                                                   |  |                  | Jacqueline Rohanská z Rothelinu |  |  |  |  |  |  |  |                       |
|                 |                                                   |  |                  |                                 |  |  |  |  |  |  |  |                       |
|                 | Luisa Bourbonská                                  |  |                  |                                 |  |  |  |  |  |  |  |                       |
|                 |                                                   |  |                  |                                 |  |  |  |  |  |  |  |                       |
|                 |                                                   |  |                  | Georges II, Comte de Montafié   |  |  |  |  |  |  |  |                       |
|                 |                                                   |  |                  |                                 |  |  |  |  |  |  |  |                       |
|                 | Ludovic de Montafié                               |  |                  |                                 |  |  |  |  |  |  |  |                       |
|                 |                                                   |  |                  |                                 |  |  |  |  |  |  |  |                       |
|                 |                                                   |  |                  | Blanche Orsini                  |  |  |  |  |  |  |  |                       |
|                 |                                                   |  |                  |                                 |  |  |  |  |  |  |  |                       |
|                 | Anne de Montafié                                  |  |                  |                                 |  |  |  |  |  |  |  |                       |
|                 |                                                   |  |                  |                                 |  |  |  |  |  |  |  |                       |
|                 |                                                   |  |                  | Louis de Coësmes, Baron de Lucé |  |  |  |  |  |  |  |                       |
|                 |                                                   |  |                  |                                 |  |  |  |  |  |  |  |                       |
|                 | Jana-Františka de Coeme, paní z Lucé a Bonnétable |  |                  |                                 |  |  |  |  |  |  |  |                       |
|                 |                                                   |  |                  |                                 |  |  |  |  |  |  |  |                       |
|                 |                                                   |  |                  | Anne Jeanne de Pisseleu         |  |  |  |  |  |  |  |                       |
|                 |                                                   |  |                  |                                 |  |  |  |  |  |  |  |                       |